# Яцек Вшола

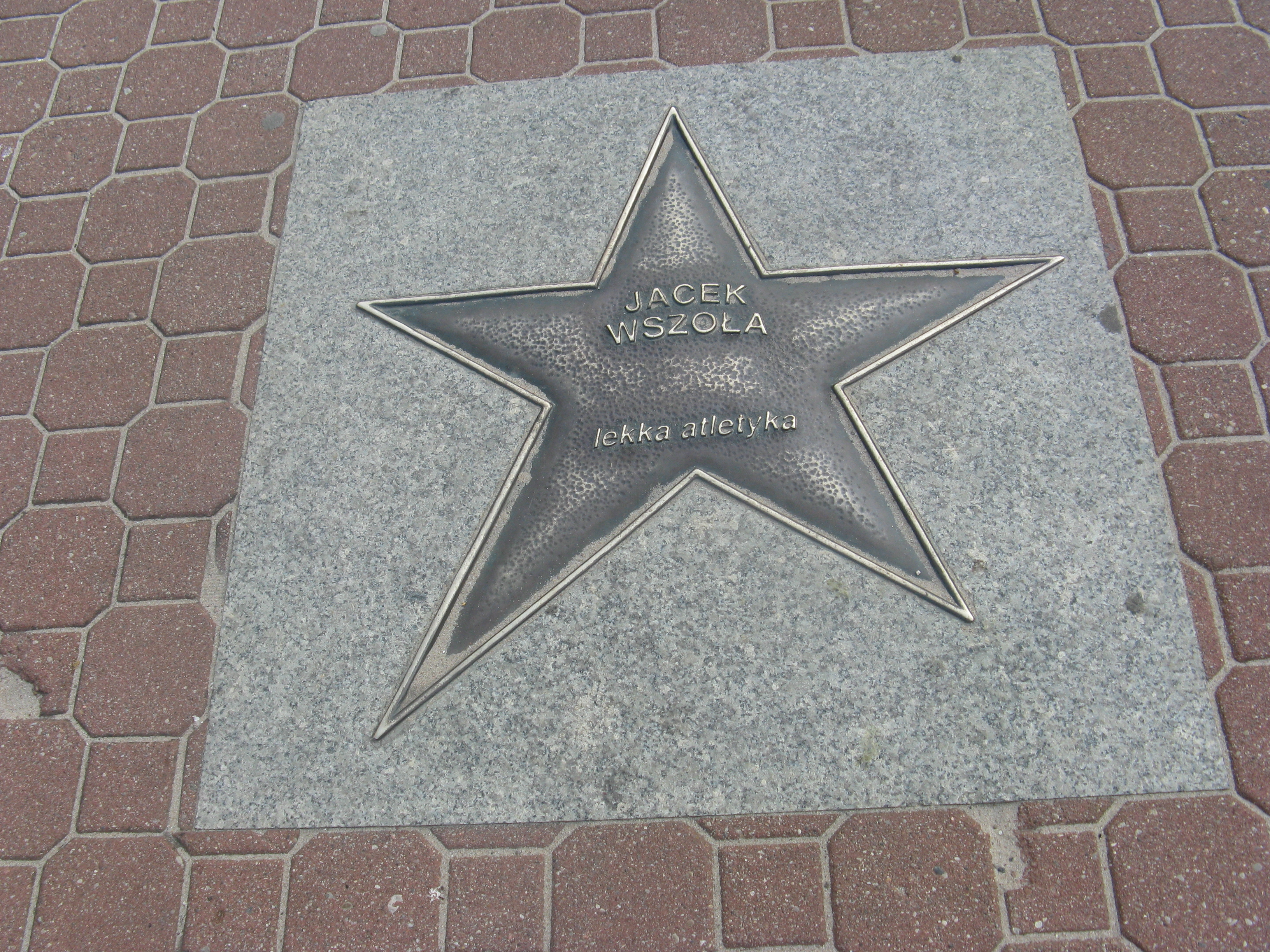
Зірка Яцека Вшоли на Алеї Зірок Спорту у Владиславові

Яцек Роман Вшола  (пол. Jacek Roman Wszoła, 30 грудня 1956) — польський легкоатлет, який спеціалізувався у стрибках у висоту. Дворазовий учасник Олімпійських ігор — за підсумками свого першого виступу на Олімпійських іграх у Монреалі став олімпійським чемпіоном, а під час свого другого виступу в 1980 році в Москві здобув срібну медаль. Під час обох своїх виступів на Олімпіадах оновлював олімпійські рекорди. Переможець чемпіонату Європи з легкої атлетики у приміщенні, чемпіон Універсіади. Першим його успіхом на міжнародній арені була перемога на юніорському чемпіонаті Європи у 1975 році. Після виграшу золотої медалі на Олімпійських іграх в Монреалі деякі засоби масової інформації почали називати його «монреальським вундеркіндом».
Яцек Вшола є сином Романа Вшоли — тренера юнацьких команд і викладача фізвиховання Варшавського технікуму зв'язку. Яцек Вшола є випускником Варшавського навчального комплексу зв'язку, пізніше навчався на юридичному факультеті Варшавського університету, а також у Варшавській Академії Фізичного Виховання. 12 раз ставав на п'єдестал пошани чемпіонатів Польщі з легкої атлетики, у тому числі 11 разів — на найвищу його сходинку. У 1974—1985 роках 29 разів брав участь у традиційних міждержавних матчевих змаганнях легкоатлетів, у яких 15 разів ставав переможцем цих турнірів. Рекордсмен Польщі, Європи і світу. У 1976 році зайняв друге місце в опитуванні газети «Przegląd Sportowy» серед усіх польських спортсменів, у цьому році також отримав національну відзнаку кращого легкоатлета Польщі «Золота шиповка». Має звання заслуженого майстра спорту Польщі, нагороджений Кавалерським Хрестом Ордену Відродження Польщі.

## Спортивна кар'єра

### Початок
Яцек Вшола розпочав займатись спортом у 1971 році. Проте уже в 1960-х роках він часто відвідував легкоатлетичні змагання, на які приходив разом із батьком. У 1974 році Яцек Вшола здобув свою першу золоту медаль на чемпіонаті Польщі з легкої атлетики серед дорослих. У цьому ж році на чемпіонаті Європи з легкої атлетики він зайняв 5 місце з результатом 2,19 м. У наступному році на юніорському чемпіонаті Європи в Афінах здобув золоту медаль із результатом 2,22 м, та встановив новий рекорд чемпіонатів Європи серед юніорів.

### Олімпійські Ігри 1976 року
Кваліфікаційні змагання до фінального турніру зі стрибків у висоту в Монреалі відбулись 30 липня. Щоб здобути перепустку до фіналу, спортсмени мали подолати планку на висоті 216 сантиметрів. Цей норматив виконали 14 стрибунів, які й вийшли до наступного етапу змагань. Яцек Вшола у кваліфікаційному турнірі виступав у групі А. Із першої спроби він подолав висоти 210, 213 та 216 см, та розділив перше місце у своїй кваліфікаційній групі зі спортсменом із США Джеймсом Барріно.
Фінал олімпійських змагань зі стрибків у висоту відбувся 31 липня у післяобідній час, та був останнім легкоатлетлетичним змаганням того дня.k Змагання тривали понад 4 години, та супроводжувалися рясним дощем. Вшола пропустив перші три висоти — 200, 205 та 210 см. Після висоти 218 см змагання продовжували лише 10 спортсменів, яким доводилось боротись не лише із суперниками, а й зі справжнісінькою зливою. До висоти 225 см дійшли лише двоє спортсменів — Яцек Вшола та представник команди господарів турніру та ровесник поляка Грег Джой. Планку на висоті 225 см Яцек Вшола зумів подолати з другої спроби. Канадець після першої невдалої спроби на висоті 225 см переніс наступні спроби на висоту 227 см, але й цю висоту йому також не вдалось узяти. Яцек Вшола спробував взяти висоти 227 та 229 см, але ці спроби завершились невдачею.
Таблиця виступу Яцека Вшоли на Олімпіаді в Монреалі.
| 2,00 | 2,05 | 2,10 | 2,14 | 2,18 | 2,21 | 2,23 | 2,25 | 2,27  | 2,29  | результат | Примітка            |
| ---- | ---- | ---- | ---- | ---- | ---- | ---- | ---- | ----- | ----- | --------- | ------------------- |
| –    | –    | –    | o    | o    | o    | o    | x o  | x x — | x — – | 2,25      | Олімпійський рекорд |

### 1977—1980
Після ігор у Монреалі настав 1977 рік. 13 березня Яцек Вшола виборов золоту медаль на чемпіонату Європи з легкої атлетики у приміщенні в Іспанії, та з результатом 225 см установив новий рекорд чемпіонатів Європи в приміщенні. У серпні цього ж року польський легкоатлет виборов золоту медаль на літній Універсіаді в Софії. На Кубку світу Вшола фінішував третім, а на Кубку Європи — другим. На першості Європи в залі 1978 року, який відбувся у Відні, польський стрибун зайняв лише 7 місце. За кілька місяців на чемпіонаті Європи в Празі Яцек Вшола зайняв 6 місце. У 1979 році польський легкоатлет зайняв друге місце на Кубку світу. На літній Універсіаді
в Мехіко Вшола трохи не дотягнув до місця на п'єдесталі пошани, зайнявши з хорошим результатом 226 см четверте місце. Олімпійський сезон 1980 року розпочав із срібної медалі чемпіонату Європи в залі. 25 травня Яцек Вшола під час другого розіграшу стрибкового турніру в Еберштадті подолав планку на висоті 235 см, встановивши таким чином новий світовий рекорд.

### Олімпійські ігри 1980 року
Змагання зі стрибків у висоту на московській Олімпіаді відбувались протягом 31 липня (кваліфікаційний турнір) та 1 серпня (фінал). Яцек Вшола розпочав боротьбу за титул олімпійського чемпіона як діючий чемпіон Олімпіади та рекордсмен світу. Перепустку до фіналу давав результат 221 см. Польський легкоатлет пропустив висоту 205 см, та без проблем у першій же спробі подолав планку на висоті 210 та 215 см, а потім і 218 см. Результат 221 см, який давав перепустку до фіналу, поляк забезпечив у другій спробі. У загальному підсумку Вшола зайняв 8 місце у кваліфікаційній групі А та загальне 11 місце у кваліфікації.
Фінал турніру зі стрибків у висоту відбувся у п'ятницю 1 серпня. Польський стрибун пропустив першу висоту (210 см), та у першій спробі подолав планку на висоті 215 см. Пропустивши висоту 218 см, послідовно подолав висоти 221 та 224 см, обидві у другій спробі. Завдяки вдалим спробам на висотах 227 та 229 см, Вшола побив власний олімпійський рекорд. У другій спробі Яцек Вшола взяв висоту 231 см, та знову побив олімпійський рекорд. Проте подальші три спроби на висоті 233 см були невдалими, що не дозволило польському стрибуну далі боротись за перше місце із спортсменом із НДР Ґердом Вессіґом. Східнонімецький спортсмен взяв висоту 236 см, і цим результатом побив світовий рекорд Яцека Вшоли, та виграв змагання. Вессіґ спробував взяти висоту 238 см, але усі спроби на цій висоті виявились для нього невдалими. Срібну медаль на олімпійському турнірі Яцек Вшола визнав своєю поразкою.
Таблиця виступів Яцека Вшоли у фіналі олімпійського турніру в Москві.
| 2,10 | 2,15 | 2,18 | 2,21 | 2,24 | 2,27 | 2,29 | 2,31 | 2,33  | Результат |
| ---- | ---- | ---- | ---- | ---- | ---- | ---- | ---- | ----- | --------- |
| –    | o    | –    | x o  | x o  | o    | o    | x o  | x x x | 2,31      |

### 1980—1982
У другій частині сезону 1980 року Яцек Вшола взяв участь у змаганнях у Познані. Під час виконання стрибка із-під взуття вислизнула смужка покриття стадіону, що спричинило розрив зв'язок гомілковостопного суглобу в спортсмена. Повністю відновитися після травми польському легкоатлету вдалось лише за 18 місяців.

### Скандал із спортивним взуттям 1982 року
У 1982 році Яцек Вшола увійшов у конфлікт із Польською легкоатлетичною спілкою.. Причиною конфлікту став факт, що офіційним партнером Польської легкоатлетичної спілки була фірма «Adidas», а Вшола під час відбору до чемпіонату Європи 1982 року виступав у шиповках японської фірми «Tiger», яка за це переказала певну суму грошей на його особистий рахунок. Із приводу цього сам спортсмен заявив, що це взуття більш зручне для нього. У результаті цього Яцек Вшола був усунутий із складу польської команди на чемпіонат Європи 1982 року.

### 1982—1989
У 1983 Яцек Вшола утретє та востаннє брав участь в універсіаді, на якій з результатом 220 см зайняв 13 місце. У серпні цього ж року польський стрибун був включений до складу команди для участі в першому в історії чемпіонаті світу з легкої атлетики. На стадіоні в Гельсінкі Вшола в кваліфікаційних змаганнях узяв висоту 221 см, а у фіналі з результатом 223 см зайняв 13 місце. У зв'язку із бойкотом літніх Олімпійських ігор 1984 року в Лос-Анджелесі з боку більшості соціалістичних країн та їх союзників Яцек Вшола не зміг взяти участі у своїй третій олімпіаді. У організованих соціалістичним блоком альтернативних змаганнях «Дружба-84» зайняв 4 місце з результатом 215 см. Останнім виступом Яцека Вшоли на великих турнірах була його участь у чемпіонаті Європи в приміщенні у 1987 році, на якому він зайняв 11 місце із результатом 220 см. У 1988 році Вшола зовсім втратив спортивну форму, що не дозволило йому потрапити до складу польської команди на олімпіаду в Сеулі. Спортивну кар'єру Яцек Вшола завершив у 1989 році.

## Після закінчення спортивної кар'єри
Ще будучи діючим спортсменом, Яцек Вшола разом із рекордсменом Польщі у бігу на 100 метрів Маріаном Вороніним зайнявся підприємницькою діяльністю, щоправда, без особливого успіху. У подальшому колишній спортсмен працював тренером та вчителем історії в Швеції. Попрацювавши деякий час у Скандинавії, Вшола отримав пропозицію працювати тренером у тенісному клубі в Дубліні, проте відмовився від цієї пропозиції на користь роботи представником взуттєвої фірми в Польщі. Проте у зв'язку із падінням Берлінського муру та розпадом соціалістичної системи так і не розпочав роботу на цій посаді. Деякий час був власником обмінного пункту валют, а пізніше відкрив на території торговельного центру у варшавському районі Урсинов спортивний магазин. У 1999 році був одним із співзасновників сітки фітнес-клубів «Fitness Klub Gymnasion». Періодично Яцек Вшола виступає в ролі коментатора спортивних змагань на польському телебаченні. Він був героєм одного з коміксів про польських спортсменів, які публікувала «Gazeta Wyborcza» у 2008 році. У 2010 році був одним із організаторів та облич циклу легкоатлетичних змагань у Польщі «Samsung Athletic Cup».
У 1992 році Яцек Вшола виступав на ветеранських змаганнях у Здунській Волі, а у 1997 році в Бірмінгемі виграв першість Європи серед ветеранів у приміщенні у віковій категорії 40—44 роки із результатом 201 см. У 2012 році був одним із облич легкоатлетичних змагань Warmia Mazury Senior Games 2012, і на цих змаганнях здобув у своїй віковій категорії срібну медаль у штовханні ядра вагою 6 кілограмів з результатом 8,58 м, а також брав участь у змаганнях із вітрильного спорту.
Яцек Вшола був одним із почесних членів комітету підтримки кандидатури Броніслава Коморовського на президентських виборах 2010 року та на президентських виборах 2015 року.
Яцек Вшола одружений та має двох дітей.

## Цікавий факт
Після перемоги на Олімпіаді в Монреалі Яцек Вшола під час інтерв'ю журналістам у відповідь на те, чи задоволений він олімпійською нагородою, відповів, що звичайно він задоволений олімпійською нагородою, але найбільшою нагородою для нього буде суничний пиріг, який обіцяла спекти йому мати після того, як він стане олімпійським чемпіоном.

## Досягнення

### Міжнародні змагання
| Рік  | Турнір                        | Місто         | Місце    | Результат |
| ---- | ----------------------------- | ------------- | -------- | --------- |
| 1974 | Чемпіонат Європи              | Рим           | 5 місце  | 2,19      |
| 1975 | Чемпіонат Європи в приміщенні | Катовиці      | 11 місце | 2,16      |
| 1975 | Юніорський чемпіонат Європи   | Афіни         | 1 місце  | 2,22      |
| 1975 | Півфінал Кубка Європи         | Лондон        | 1 місце  | 2,20      |
| 1975 | Фінал Кубка Європи            | Ніцца         | 5 місце  | 2,11      |
| 1976 | Олімпійські ігри              | Монреаль      | 1 місце  | 2,25 ОР   |
| 1977 | Чемпіонат Європи в приміщенні | Сан-Себастьян | 1 місце  | 2,25      |
| 1977 | Універсіада                   | Софія         | 1 місце  | 2,22      |
| 1977 | Півфінал Кубка Європи         | Варшава       | 2 місце  | 2,20      |
| 1977 | Фінал Кубка Європи            | Гельсінкі     | 2 місце  | 2,28      |
| 1977 | Кубок світу                   | Дюссельдорф   | 3 місце  | 2,24      |
| 1978 | Чемпіонат Європи в приміщенні | Відень        | 7 місце  | 2,21      |
| 1978 | Чемпіонат Європи              | Прага         | 6 місце  | 2,21      |
| 1979 | Універсіада                   | Мехіко        | 4 місце  | 2,26      |
| 1979 | Півфінал Кубка Європи         | Люденшайд     | 1 місце  | 2,24      |
| 1979 | Кубок світу                   | Монреаль      | 2 місце  | 2,27      |
| 1980 | Чемпіонат Європи в приміщенні | Зіндельфінген | 2 місце  | 2,29      |
| 1980 | Олімпійські ігри              | Москва        | 2 місце  | 2,31      |
| 1982 | Чемпіонат Європи              | Афіни         | –        | –         |
| 1983 | Універсіада                   | Едмонтон      | 11 місце | 2,20      |
| 1983 | Чемпіонат світу               | Гельсінкі     | 13 місце | 2,23      |
| 1983 | Фінал Кубка Європи            | Лондон        | 5 місце  | 2,19      |
| 1984 | Дружба-84                     | Москва        | 4 місце  | 2,15      |
| 1985 | Фінал Кубка Європи            | Москва        | 5 місце  | 2,20      |
| 1987 | Чемпіонат Європи в приміщенні | Льєвен        | 11 місце | 2,20      |

### Чемпіонати Польщі з легкої атлетики

#### Стадіон
Яцек Вшола 12 разів брав участь у фіналі чемпіонату Польщі, і ніколи не займав місця нижче другого (у 1983 році програв першість Янушеві Тшепізуру). У загальному заліку першостей Польщі усіх часів він займає друге місце, поступаючись володарю 12 чемпіонських титулів Артурові Партиці.
| Чемпіонати Польщі                     | місце   | Результат |
| ------------------------------------- | ------- | --------- |
| Чемпіонат Польщі 1974 року Варшава    | 1 місце | 2,09      |
| Чемпіонат Польщі 1975 року Бидгощ     | 1 місце | 2,10      |
| Чемпіонат Польщі 1976 року Бидгощ     | 1 місце | 2,17      |
| Чемпіонат Польщі 1977 року Бидгощ     | 1 місце | 2,17      |
| Чемпіонат Польщі 1978 року Варшава    | 1 місце | 2,20      |
| Чемпіонат Європи 1979 року Познань    | 1 місце | 2,25      |
| Чемпіонат Польщі 1980 року Лодзь      | 1 місце | 2,22      |
| Чемпіонат Польщі 1982 року Люблін     | 1 місце | 2,28      |
| Чемпіонат Польщі 1983 року Бидгощ     | 2 місце | 2,28      |
| Чемпіонат Польщі 1984 року Люблін     | 1 місце | 2,28      |
| Чемпіонат Польщі 1985 року Бидгощ     | 1 місце | 2,30      |
| Чемпіонат Польщі 1988 року Грудзьондз | 1 місце | 2,29      |

#### У приміщенні
Яцек Вшола має у своєму доробку 11 медалей чемпіонату Польщі з легкої атлетики у приміщенні. У загальному заліку першості Польщі в приміщенні Вшола займає перше місце.
| Чемпіонати Польщі                                | Місце   | Результат |
| ------------------------------------------------ | ------- | --------- |
| Чемпіонат Польщі у приміщенні 1975 року Катовиці | 2 місце | 2,13      |
| Чемпіонат Польщі у приміщенні 1976 року Варшава  | 1 місце | 2,18      |
| Чемпіонат Польщі у приміщенні 1977 року Забже    | 1 місце | 2,17      |
| Чемпіонат Польщі у приміщенні 1978 року Забже    | 1 місце | 2,20      |
| Чемпіонат Польщі у приміщенні 1979 року Забже    | 1 місце | 2,17      |
| Чемпіонат Польщі у приміщенні 1980 року Забже    | 1 місце | 2,30      |
| Чемпіонат Польщі у приміщенні 1981 року Забже    | 1 місце | 2,27      |
| Чемпіонат Польщі у приміщенні 1984 року Забже    | 1 місце | 2,30      |
| Чемпіонат Польщі у приміщенні 1986 року Забже    | 1 місце | 2,33      |
| Чемпіонат Польщі у приміщенні 1987 року Забже    | 1 місце | 2,27      |
| Чемпіонат Польщі у приміщенні 1989 року Забже    | 2 місце | 2,18      |

## Результати Яцека Вшоли за віком спортсмена
У таблиці показано результати Яцека Вшоли за його віком.
| Вік | Результат | Дата            | Місто         |
| --- | --------- | --------------- | ------------- |
| 17  | 2,08      | 28 жовтня 1973  | Варшава       |
| 18  | 2,20      | 8 червня 1974   | Кассель       |
| 19  | 2,23      | 9 серпня 1975   | Варшава       |
| 20  | 2,29      | 8 вересня 1976  | Кобленц       |
| 21  | 2,30      | 11 вересня 1977 | Фюрт          |
| 22  | 2,24      | 17 вересня 1978 | Варшава       |
| 23  | 2,29      | 3 липня 1979    | Стокгольм     |
| 24  | 2,35      | 25 травня 1980  | Еберштадт     |
| 26  | 2,28      | 3 липня 1982    | Люблін        |
| 27  | 2,28      | 26 червня 1983  | Бидгощ        |
| 28  | 2,31      | 2 вересня 1984  | Рим           |
| 29  | 2,32      | 19 червня 1985  | Варшава       |
| 30  | 2,25      | 30 серпня 1986  | Варшава       |
| 31  | 2,15      | 7 червня 1987   | Еберштадт     |
| 32  | 2,29      | 14 серпня 1988  | Грудзьондз    |
| 33  | 2,20      | 4 червня 1989   | Еберштадт     |
| 36  | 2,00      | 12 вересня 1992 | Здунська Воля |
| 41  | 2,01      |                 | Бірмінгем     |

## Рекорди

### Світові рекорди
| Ігрова дисципліна | Результат | Дата           | Місце     |
| ----------------- | --------- | -------------- | --------- |
| Стрибки у висоту  | 2,35      | 25 травня 1980 | Еберштадт |

### Рекорди Європи
| Ігрова дисципліна          | Результат | Дата           | Місто    |
| -------------------------- | --------- | -------------- | -------- |
| Стрибки у висоту — стадіон | 2,29      | 8 вересня 1976 | Кобленц  |
| Стрибки у висоту — стадіон | 2,35      | 25 травня 1980 | Ебершадт |

### Рекорди Польщі
За час своєї 18-річної спортивної кар'єри Яцек Вшола 11 разів встановлював рекорди Польщі.
| Результат | Дата            | Місце     |
| --------- | --------------- | --------- |
| 2,20      | 8 червня 1974   | Кассель   |
| 2,22      | 24 травня 1975  | Варшава   |
| 2,23      | 9 серпня 1975   | Варшава   |
| 2,24      | 8 червня 1976   | Мілан     |
| 2,25      | 22 червня 1976  | Бидгощ    |
| 2,26      | 12 липня 1976   | Варшава   |
| 2,27      | 22 серпня 1976  | Варшава   |
| 2,29      | 8 вересня 1976  | Кобленц   |
| 2,30      | 11 вересня 1977 | Фюрт      |
| 2,31      | 25 травня 1980  | Еберштадт |
| 2,35      | 25 травня 1980  | Еберштадт |

### Особисті рекорди
| Ігрова дисципліна             | Результат | Дата           | Місто    | Примітки        |
| ----------------------------- | --------- | -------------- | -------- | --------------- |
| Стрибок у висоту — стадіон    | 2,35      | 25 травня 1980 | Ебершадт | Світовий рекорд |
| Стрибок у висоту — приміщення | 2,33      | 9 лютого 1986  | Забже    |                 |